# Persoonia levis
Persoonia levis (лат.) — кустарник, вид рода Персоония (Persoonia) семейства Протейные (Proteaceae), эндемик Австралии. Произрастает в Новом Южном Уэльсе и Виктории на востоке Австралии. Кустарник достигает 5 м в высоту и имеет тёмно-серую бумагообразную кору и ярко-зелёные асимметричные серповидные листья до 14 см в длину и 8 см в ширину. Мелкие жёлтые цветки появляются летом и осенью (с декабря по апрель). Плоды — маленькие зелёные мясистые костянки. Внутри рода Persoonia вид входит в группу Lanceolata, состоящую из 58 близкородственных видов. P. levis скрещивается с несколькими другими видами группы, где они растут вместе.
Растёт в сухом склерофитовом лесу на почвах на основе песчаника с дефицитом питательных веществ, P. levis адаптирован к среде, подверженной пожарам: после лесных пожаров у растения просыпаются подкорковые почки из-под толстого слоя коры. Регенерация также происходит после пожара из банка семян, хранящегося в почве. Продолжительность жизни этого вида более 60 лет. Длинноязычная пчела Leioproctus carinatifrons является опылителем цветов, а плоды этой персоонии поедаются позвоночными животными, такими как кенгуру, опоссумы и курравонги. Несмотря на свою садоводческую привлекательность, P. levis редко выращивается, так как его очень трудно размножать семенами или черенками.

## Ботаническое описание

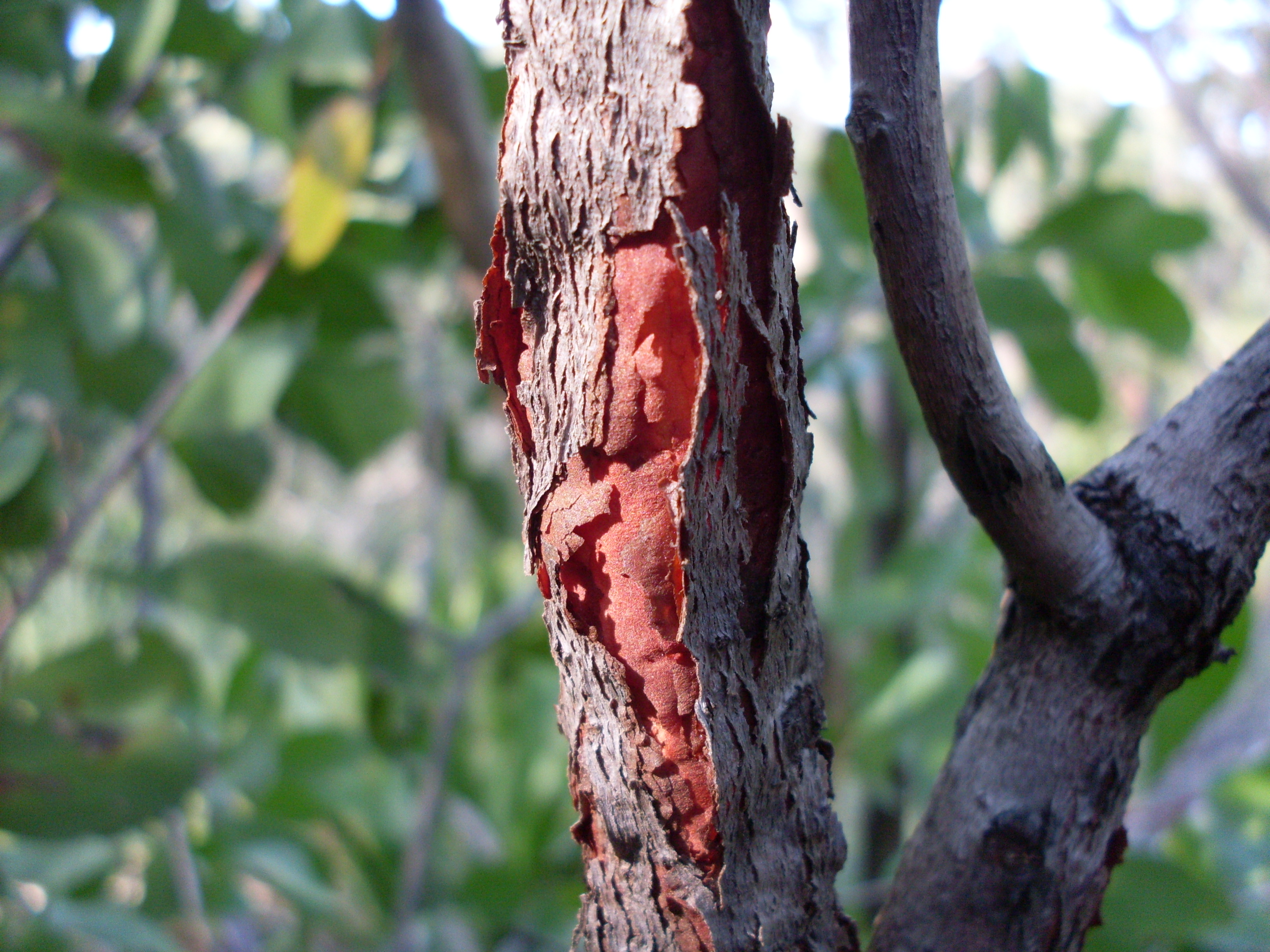
Слоистая кора с красноватыми нижними слоями

Persoonia levis — высокий куст или небольшое дерево, достигает 5 м в высоту. Мягкая чешуйчатая кора имеет тёмно-серый цвет на поверхности, в то время как более глубокие слои имеют красноватый оттенок. Внутри коры находятся спящие почки, которые дают новые побеги после лесных пожаров. Молодые ветви гладкие или слегка опушённые. Большие зелёные листья имеют длину от 6 до 14 см и ширину от 1,3 до 8 см, имеют продолговатую или серповидную форму. Асимметричная форма помогает отличить этот вид от P. lanceolata. Ярко-зелёная листва, особенно новообразованная, выделяется на фоне более приглушённых тонов окружающей растительности и стеблей, имеющих красноватый цвет. Жёлтые цветы появляются летом и осенью (с декабря по апрель), и достигают пика с декабря по февраль. Они расположены на коротких пазушных кистях вдоль веточек. Каждый отдельный цветок состоит из цилиндрического околоцветника, состоящего из сросшихся на большей части длины листочков околоцветника, внутри которых находятся как мужская, так и женская части. Центральный столбик окружён пыльником, который разделяется на четыре сегмента, которые загибаются назад и напоминают по форме крест при взгляде на цветок сверху. Гладкий мясистый плод-костянка, зелёный и более или менее круглый, размером 1 см на 0,8 см в диаметре, содержит два семени, и имеет шип на конце. Костянка сочная, но тягучая, когда неспелая, а семена и кожица несъедобны.

## Таксономия
Вид был впервые описан и получил название Linkia levis Антонио Хосе Каванильесом в 1798 году. Его описание было основано на растительном материале, собранном Луи Не в окрестностях Порт-Джэксона (ныне пригород Сиднея) в апреле 1793 года во время экспедиции Маласпины. В 1921 году Карел Домин поместил этот вид в род Persoonia. Названия рода Linkia и Persoonia были придуманы в 1798 году, но последнее официально сохранено. Видовое название — от латинского прилагательного levis, что означает «гладкий», и относится к безволосой листве. Христиан Генрих Персон придумал для него название Persoonia salicina в своей работе 1805 года Synopsis Plantarum и спросил, действительно ли Linkia levis Каванильеса была P. lanceolata. Роберт Броун использовал имя Персона в своей работе 1810 года Prodromus Florae Novae Hollandiae et Insulae Van Diemen и повторил мысли Персона о первоначальном имени и образце Каванильеса. При пересмотре этого рода в серии Flora of Australia в 1995 году австралийский ботаник Питер Уэстон проанализировал собранный материал Linkia levis и обнаружил, что Каванильес смонтировал материал как из P. levis, так и из P. lanceolata. Уэстон выбрал один из трёх экземпляров, который явно был P. levis, в качестве лектотипа, что согласовало материал с описанием.
Как и большинство других представителей этого рода, Persoonia levis имеет 7 хромосом, что больше, чем у других протейных. В 1870 году Джордж Бентам опубликовал первую внутриродовую организацию Persoonia в пятом томе своей знаменитой Flora Australiensis. Он разделил род на три секции, поместив P. levis (которую он назвал P. salicina) в P. sect. Amblyanthera. При пересмотре этого рода во Flora of Australia в 1995 году вид был отнесён к группе Lanceolata, группе из 58 близкородственных видов с похожими цветами, но очень разной листвой. Эти виды часто скрещиваются друг с другом, где встречаются два члена группы, и гибриды с P. acerosa, P. lanceolata, P. linearis, P. mollis ledifolia, P. myrtilloides myrtilloides (в верхних Синих горах эти растения напоминают P. lanceolata), ''P. oxycoccoides и P. stradbrokensis. Роберт Броун первоначально описал гибрид с P. linearis как вид Persoonia lucida, который теперь известен как Persoonia × lucida, и был зарегистрирован в юго-восточных лесах южного побережья Нового Южного Уэльса.

## Распространение и местообитание

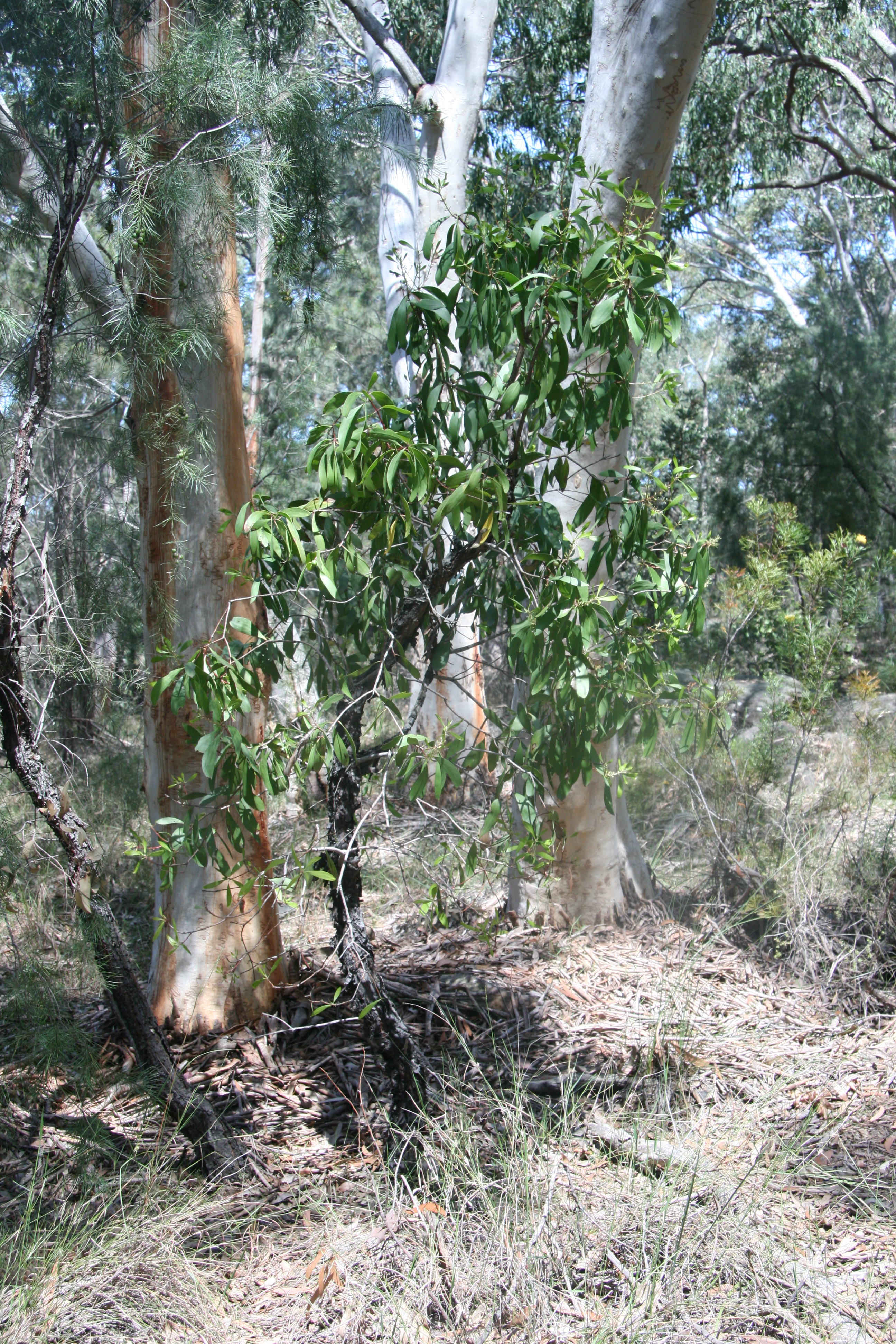
Persoonia levis в открытом лесу

Persoonia levis — эндемик восточных штатов Австралии. Встречается от бассейна реки Маклей на среднем северном побережье Нового Южного Уэльса до реки Канн на дальнем востоке Виктории. Растёт в сухом склерофитовом лесу на почвах из песчаника с дефицитом питательных веществ на высоте до 1000 м над уровнем моря. Там он растёт на солнечных или слегка затенённых участках открытого леса, рядом с такими деревьями, как Eucalyptus piperita, E. sieberi, E. sclerophylla, E. radiata, E. smithii, Angophora costata и Corymbia gummifera, а также кустарниками, такими как Conospermum longifolium, Grevillea buxifolia, G. phylicoides, Hakea laevipes, Symphionema montanum и Telopea speciosissima, а также Persoonia hirsuta и P. mollis. Прибрежные формы меньше размером с более широкими листьями, чем внутриконтинентальные формы. Годовое количество осадков в ареале вида в Сиднейском бассейне составляет 900—1400 мм. Вид считается достаточно защищённым в районе Сиднея и встречается в районах национальных парков Джорджес-Ривер, Каттай, Воллеми, Боудди, Брисбейн-Уотер, Маррамарра, Ку-ринг-гаи-Чейз, Гаригал, Лейн-Коув, Сидней-Харбор и Камай-Ботани-Бэй и Буддеро.

## Экология
Persoonia levis — один из нескольких видов персоонии, которые регенерируют путём выпускания новых побегов непосредственно из спящих почек ствола после лесных пожаров в качестве способа адаптации к подверженной пожарам среде обитания, в которой вид произрастает. Толстая слоистая как бумага кора защищает лежащие под ним почки от огня. Растения также регенерируют с помощью новых проростков, которые появляются из семенного фонда в почве после пожара, хотя для прорастания им может потребоваться до 12 месяцев. Одно исследование склерофитового леса, не выгоревшего в течение тридцати лет, показало, что количество P. levis со временем уменьшилось. Растения могут жить более 60 лет, а продолжительность жизни листьев — до 6 лет.
На корнях Persoonia levis были обнаружены везикулы, указывающие на микоризную ассоциацию, хотя ранее не отмечалось образование микоризных ассоциацийна протейных. Заражение грибком Anthracostroma persooniae приводит к болезни пятнистости листьев. P. levis является пищевым растением личинок долгоносика Eurhynchus laevior.
Колетидные пчёлы рода Leioproctus подрода Cladocerapis питаются исключительно цветами многих видов Persoonia и опыляют их. Пчёлы подрода Filiglossa того же рода, которые также специализируются на питании цветами персоонии, по-видимому, не являются эффективными опылителями. К конкретным видам, зарегистрированным на P. levis, относятся длинноязычная пчела Leioproctus carinatifrons. Плод весом 1,7 г употребляют в пищу позвоночные животные, такие как кенгуру и опоссумы, а также курравонгами и другими крупными птицами. Цветки P. levis требуют перекрёстного опыления с другим растением вида.

## Культивирование
Persoonia levis в культуре встречается редко, в основном из-за трудностей при выращивании: всхожесть семян непредсказуема, а черенки вырастить было практически невозможно. Тем не менее, яркие кора и листва являются привлекательными элементами садоводства. Вид требует хорошо дренированные песчаные почвы на солнце или в полутени. После укоренения переносит умеренные морозы и засушливые периоды и довольно легко, хотя и медленно, растёт в подходящих условиях. Садоводы в Англии проросли семена еще в 1795 году.